# Club Deportivo Madridejos
Club Deportivo Madridejos es un club de fútbol español ubicado en Madridejos (Toledo). Fundado en 1968, milita en la Primera Autonómica Preferente de Castilla-La Mancha. El club disputa los partidos como local en el Nuevo Estadio, con una capacidad de 2.000 espectadores.

## Trayectoria en las últimas temporadas
| Temporada | Nivel | División                                                                               | Puesto   |
| --------- | ----- | -------------------------------------------------------------------------------------- | -------- |
| 2008-09   | 5     | 1.ª Autonómica Preferente (Grupo I)                                                    | 13.º     |
| 2009-10   | 5     | 1.ª Autonómica Preferente (Grupo II)                                                   | 4.º      |
| 2010-11   | 5     | 1.ª Autonómica Preferente (Grupo II)                                                   | 2.º      |
| 2011-12   | 4     | 3.ª (Grupo XVIII)                                                                      | 9.º      |
| 2012-13   | 4     | 3.ª (Grupo XVIII)                                                                      | 15.º     |
| 2013-14   | 4     | 3.ª (Grupo XVIII)                                                                      | 17.º     |
| 2014-15   | 4     | 3.ª (Grupo XVIII)                                                                      | 5.º      |
| 2015-16   | 4     | 3.ª (Grupo XVIII)                                                                      | 6.º      |
| 2016-17   | 4     | 3.ª (Grupo XVIII)                                                                      | 10.º     |
| 2017-18   | 4     | 3.ª (Grupo XVIII)                                                                      | 13.º     |
| 2018-19   | 4     | 3.ª (Grupo XVIII)                                                                      | 11.º     |
| 2019-20   | 4     | 3.ª (Grupo XVIII)                                                                      | 19.º     |
| 2020-21   | 4     | 3.ª Primera Fase (Grupo XVIII; Subgrupo B) 3.ª Segunda Fase (Grupo XVIII; Permanencia) | 10.º 9.º |
| 2021-22   | 6     | 1.ª Autonómica Preferente (Grupo II)                                                   | 5.º      |
| 2022-23   | 6     | 1.ª Autonómica Preferente (Grupo II)                                                   | 4.º      |
| 2023-24   | 6     | 1.ª Autonómica Preferente (Grupo II)                                                   | 2.º      |

LEYENDA
```
: Ascenso de categoría

: Descenso de categoría
```

- 13 temporadas en Tercera División

## Jugadores notables
- Soumaïla Konaré